# (5369) Virgiugum
(5369) Virgiugum (1985 SE1) – planetoida z grupy pasa głównego asteroid okrążająca Słońce w ciągu 3,4 lat w średniej odległości 2,26 j.a. Odkryta 22 września 1985 roku.